# Rodano
Rodano település Olaszországban, Lombardia régióban, Milánó megyében. Lakosainak száma 4631 fő (2023. január 1.). Rodano Cernusco sul Naviglio, Pantigliate, Peschiera Borromeo, Settala, Vignate és Pioltello községekkel határos.

## Népesség
A település lakossága az elmúlt években az alábbi módon változott:
| Lakosok száma | 4650 | 4651 | 4631 | 4631 |
|               | 2013 | 2017 | 2018 | 2023 |